# Ludwig Dosch
Ludwig Dosch ( 1827 - 1908 ) fue un zoólogo, botánico, y pteridólogo alemán. Se ocupó extensamente de la taxonomía de las familias de las aloáceas y de las crasuláceas. También realizó estudios sobre piscicultura.

## Algunas publicaciones

### Libros
- ludwig Dosch, julius k. Scriba. 1873. Flora der Blüthen- und höheren Sporen-Pflanzen des Grossherzogthums Hessen und der angrenzenden Gebiete: mit besonderer Berücksichtigung der Flora von Mainz, Bingen, Frankfurt, Heidelberg, Mannheim und Kreuznach (Flora de fanerógamas y de plantas de esporas del Gran Ducado de Hesse y de áreas vecinas: con especial atención a la flora de Mainz, Bingen, Frankfurt, Heidelberg, Mannheim y Kreuznach). Ed. von H.L. Schlapp. 640 pp.
- --------, --------. 1888. Excursions-Flora der Blüten- und höheren Sporenpflanzen mit besonderer Berücksichtigung des Großherzogtums Hessen und der angrenzenden Gebiete (Excursiones-flora de plantas con flores y de esporas con especial consideración del Gran Ducado de Hesse y las zonas vecinas). Ed. Roth. 616 pp.
- 1899. Die fischwasser und die fische des grossherzogtums Hessen: mit einschluss der teichwirtschaft und gesetzeskunde (Los peces de agua y los peces del Gran Ducado de Hesse: el confinamiento con la piscicultura y conocimientos jurídicos). Ed. von Emil Roth. 152 pp.
- 1906. Die Reblausbekämpfung: Irrtümliche Auffassungen und Annahmen bei der Reblausbekämpfung im Deutschen Reiche und die sich daraus ergebenden Folgerungen : Nebst Abdruck der deutschen Reblausgesetze (El control de la filoxera: concepciones erróneas y las hipótesis en la lucha contra la filoxera en el Imperio Alemán y las conclusiones resultantes: además de la impresión de las leyes alemanas sobre filoxera). Ed. Roth. 47 pp.
- ludwig Dosch, heinrich Schmeel. 1914. Das Großherzogtum Hessen (El Gran Ducado de Hesse). 24 pp.
- La abreviatura «Dosch» se emplea para indicar a Ludwig Dosch como autoridad en la descripción y clasificación científica de los vegetales.[1]